# La Flocellière
La Flocellière foi uma comuna francesa na região administrativa da Pays de la Loire, no departamento de Vendéia. Estendia-se por uma área de 29,19 km². Em 2010 a comuna tinha 6 690 habitantes (densidade: 229,2 hab./km²).
Em 1 de janeiro de 2016, passou a formar parte da nova comuna de Sèvremont.